# Chamaeleo arabicus
Caméléon d'Arabie
Espèce
Synonymes
- Chamaelon arabicum Matschie, 1893
- Chamaeleo chamaeleon arabicus Matschie, 1893

Statut de conservation UICN

 LC  : Préoccupation mineure
Statut CITES
Chamaeleo arabicus, le Caméléon d'Arabie, est une espèce de sauriens de la famille des Chamaeleonidae.

## Répartition
Cette espèce se rencontre en Oman et au Yémen.

## Publication originale
- Matschie, 1893 : Über einige von Herrn Oscar Neumann bei Aden gesammelte u. beobachtete Säugethiere, Reptilien und Amphibien. Sitzungsberichte der Gesellschaft Naturforschender Freunde zu Berlin, vol. 1893, p. 24-31 (texte intégral).